# باب سیگر
رابرت کلارک "باب" سیگر (به انگلیسی: Robert Clark "Bob" Seger) ‎(زادهٔ ۶ مه ۱۹۴۵)‎ خواننده، ترانه‌سرا و نوازندهٔ موسیقی راک آمریکایی است.
سیگِر از سال ۱۹۶۱ فعالیت موسیق را آغاز کرد و تا اواسط دههٔ ۱۹۷۰ میلادی که تحت نام خودش یا طی همکاری با گروه‌های کم‌تر شناخته شده آثارش را منتشر می‌کرد، به موفقیت قابل توجهی دست نیافت. او در سال ۱۹۷۶ و به‌خاطر آلبوم‌های Night Moves و Live Bullet (لایو) به شهرت رسید. هردوی این آلبوم‌ها متعلق به گروه خودش با نام «سیلور بالت بند» بود. از آن زمان تا سال ۲۰۰۶همگی پرفروش بوده‌اند و در زمان انتشارشان گواهینامه‌های پلاتینیوم، مولتی پلاتینیوم یا گُلد دریافت کرده‌اند.
بعضی از آثار باب سیگر توسط گروه‌هایی مانند متالیکا و تین لیزی اجرای مجدد شده‌اند.

## زندگی خصوصی
سیگر اولین بار در سال ۱۹۶۸ ازدواج کرد که مدت کوتاهی به طول انجامید. سپس او رابطه طولانی مدتی از سال ۱۹۷۲ تا ۱۹۸۳ با جن دینسدال (Jan Dinsdale) داشت.
در سال ۱۹۸۷ با آنیته سینکلایر (Annette Sinclair) هنرپیشه ازدواج کرد، اما این پیوند هم یک سال بعد به طلاق انجامید. او در سال ۱۹۹۳ با نیتا ( Juanita Dorricott) ازدواج کرد که حاصل این ازدواج دو فرزند به نام های سامانتا و کول بود.

## آلبومها
| استودیویی \| - Ramblin' Gamblin' Man (1969) - Noah (1969) - Mongrel (1970) - Brand New Morning (1971) - Smokin' O.P. 's (1972) - Back in '72 (1973) - Seven (1974) - Beautiful Loser (1975) \| - Night Moves (1976) - Stranger in Town (1978) - Against the Wind (1980) - The Distance (1982) - Like a Rock (1986) - The Fire Inside (1991) - It's a Mystery (1995) - Face the Promise (2006) - TBA (2012) \| | آلبوم‌های ضبط زنده - Live Bullet (1976) - Nine Tonight (1981) آلبومهای مجموعه آهنگی - Greatest Hits (1994) - Greatest Hits 2 (2003) - Early Seger Vol. 1 (2009) - Ultimate Hits: Rock and Roll Never Forgets (2011) |
| - Ramblin' Gamblin' Man (1969) - Noah (1969) - Mongrel (1970) - Brand New Morning (1971) - Smokin' O.P. 's (1972) - Back in '72 (1973) - Seven (1974) - Beautiful Loser (1975) | - Night Moves (1976) - Stranger in Town (1978) - Against the Wind (1980) - The Distance (1982) - Like a Rock (1986) - The Fire Inside (1991) - It's a Mystery (1995) - Face the Promise (2006) - TBA (2012)        |